# Wolferschwenda
Wolferschwenda è una frazione della città tedesca di Greußen.

## Storia
Il 31 dicembre 2019 il comune di Wolferschwenda venne aggregato alla città di Greußen.